# Taborlicht

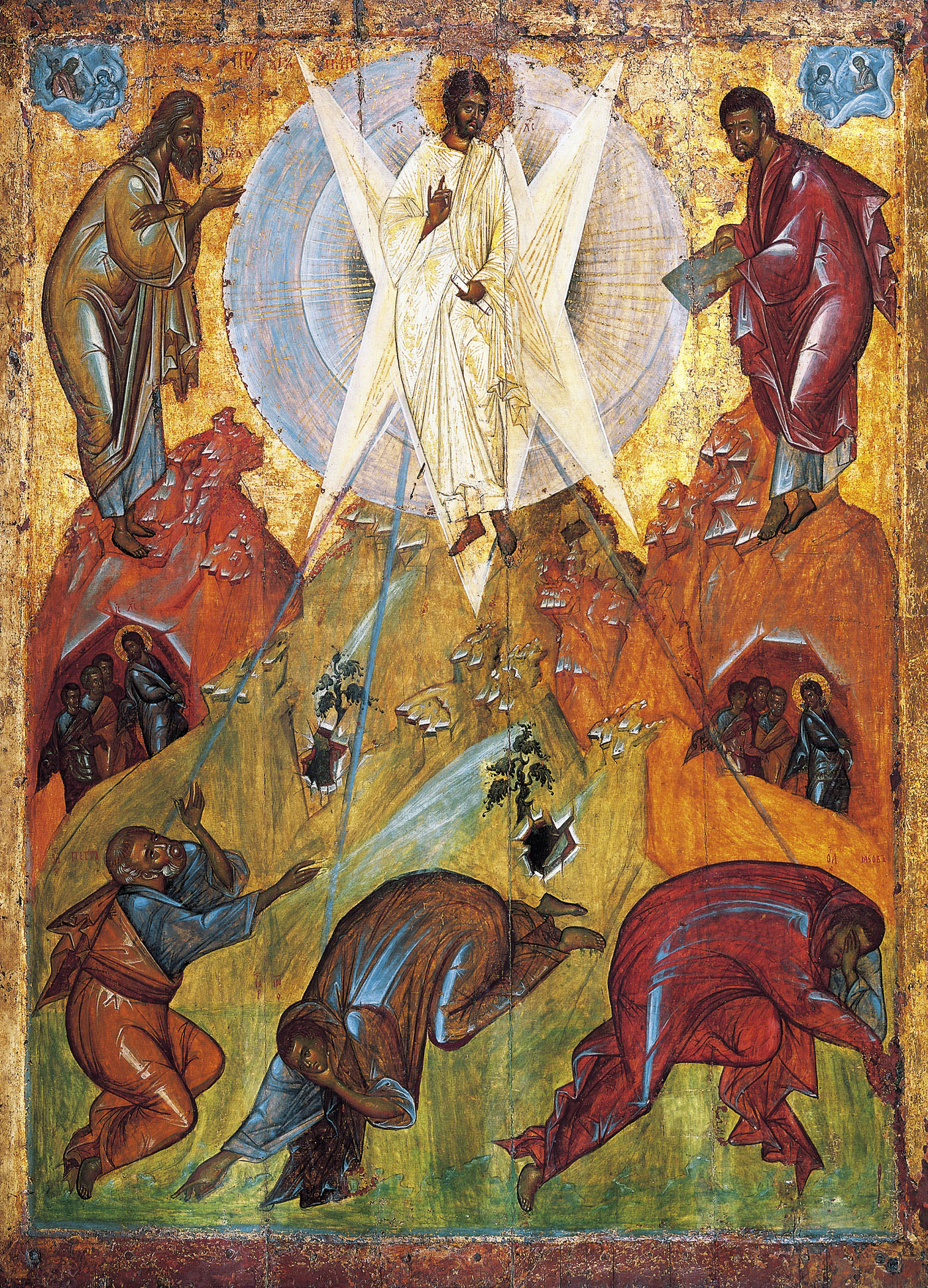
Darstellung der Verklärung auf einer Ikone des frühen 15. Jahrhunderts

Taborlicht ist ein Begriff aus der christlichen (ursprünglich orthodoxen) Spiritualität. Gemeint ist das Licht, das Petrus, Jakobus und Johannes laut dem Bericht der drei synoptischen Evangelien bei der Verklärung Christi auf einem Berg sahen. Dieses Licht wird Taborlicht genannt, denn bei dem Berg handelt es sich nach außerbiblischer Überlieferung um den Berg Tabor.

## Das Taborlicht im Hesychasmus
Eine zentrale Rolle spielt das Taborlicht im Hesychasmus, einer ursprünglich byzantinischen, später in der gesamten orthodoxen Welt verbreiteten Form von Spiritualität. Der Hesychasmus ist seit dem 12. Jahrhundert bezeugt und erlebte seine erste Blütezeit im Byzantinischen Reich im 14. Jahrhundert. Das Zentrum der hesychastischen Bewegung waren die Klöster auf dem Berg Athos.
Die Hesychasten (Hesychasmus-Praktizierenden) wiederholen über lange Zeiträume das Jesusgebet. Sie streben dabei nach einem Zustand der völligen äußeren und inneren Ruhe (griechisch hesychia), der als Voraussetzung für das Erleben einer besonderen göttlichen Gnade gilt: Der Hesychasmus lehrt, das Taborlicht könne von den Betenden wahrgenommen werden. Die Lehre, dass dieses Licht nicht nur von den drei Aposteln gesehen worden sei, sondern grundsätzlich jedem in rechter Weise Betenden zugänglich sei, wenn er seine Seele gereinigt habe, gehört zum Kernbestand der hesychastischen Überzeugungen.
Die theologische Begründung und Rechtfertigung der hesychastischen Lehre vom Taborlicht schuf der Athos-Mönch Gregorios Palamas (1296/1297–1359), der in der orthodoxen Welt als Heiliger verehrt wird. Palamas verteidigte den Hesychasmus im „Hesychasmusstreit“ gegen die Kritik Barlaams von Kalabrien. Auf mehreren Konzilien in Konstantinopel fiel im Zeitraum von 1341 bis 1351 die Entscheidung der byzantinischen Kirche, zunächst die Gegner des Hesychasmus zu verurteilen und dann die theoretische Begründung des Hesychasmus durch Gregorios Palamas („Palamismus“) zur verbindlichen Kirchenlehre zu erheben. Diese Entscheidung ist weiterhin in der Orthodoxie maßgeblich. So sind hesychastische Traditionen im orthodoxen Mönchtum des 19. Jahrhunderts und in der Imjaslavie-Bewegung (Verehrung des Namens Gottes) des frühen 20. Jahrhunderts kraftvoll gewesen. Die erneute Aufmerksamkeit, die die Imjaslavie-Bewegung im katholisch-orthodoxen Dialog der Gegenwart findet, richtet sich auch auf Traditionen wie die des Taborlichtes.
Im Palamismus bildet die Schau des Taborlichts den Höhepunkt möglicher Gnadenerfahrung des hesychastisch Betenden. Die Lichtwahrnehmungen in den Visionen der betenden Hesychasten werden ausdrücklich mit dem Licht gleichgesetzt, das die Apostel bei der Verklärung des Herrn sahen. Dazu bemerkt Palamas:

„Das Licht, das die Jünger bei der Metamorphose Christi umstrahlte und das jetzt den durch Tugend und Gebet gereinigten Geist erstrahlen lässt, ist das Licht der zukünftigen Welt […] Ist es denn nicht offensichtlich, dass es nur ein und dasselbe Licht gibt, das den Aposteln auf dem Tabor erschienen ist, das den gereinigten Seelen jetzt erscheint und in dem das Wesen der zukünftigen Güter besteht?“

Da das Taborlicht als „ungeschaffen“ gilt, also nicht als Teil der Schöpfung, wird damit der Anspruch erhoben, es handle sich um eine unmittelbare Erfahrung (griechisch peira) Gottes in seiner ungeschaffenen Wirklichkeit. Daher ist in Darstellungen des Hesychasmus oft von einer „Gottesschau“ die Rede. Allerdings bezieht sich diese Wahrnehmung nach der Auffassung des Palamas nicht auf Gottes unzugängliches Wesen, sondern nur auf seine offenbarten und daher erfahrbaren Energien (Wirkkräfte). Trotz dieser Einschränkung hat die Lehre von der Schau des Taborlichts bei den Kritikern des palamitischen Hesychasmus heftig Anstoß erregt. Insbesondere die Behauptung, dass das Licht und damit Gottes ungeschaffene Wirklichkeit physisch wahrgenommen werde, also eine Gotteswahrnehmung auch auf der körperlichen Ebene stattfinde, wurde schon zur Zeit des Palamas von seinen Gegnern als skandalös betrachtet.
Innerhalb des spätmittelalterlichen Hesychasmus gab es eine Richtung, die betonte, dass nicht alle Lichtvisionen authentisch seien. Der einflussreiche Hesychast Gregorios Sinaites († 1346), ein Zeitgenosse des Palamas, warnte vor trügerischen Visionen, die Erzeugnisse der Phantasie seien, doch war auch er der Überzeugung, dass das Taborlicht in der Gegenwart ebenso wie zur Zeit Jesu wahrgenommen werden könne und solle.